# Peperomia pallidinervis
Peperomia pallidinervis är en pepparväxtart som beskrevs av C. Dc.. Peperomia pallidinervis ingår i släktet peperomior, och familjen pepparväxter. Inga underarter finns listade i Catalogue of Life.